# Arantia orthocnemis
Arantia orthocnemis är en insektsart som beskrevs av Karsch 1890. Arantia orthocnemis ingår i släktet Arantia och familjen vårtbitare. Inga underarter finns listade i Catalogue of Life.